# Tryfon Wiacki
Tryfon Wiacki (zm. 8 października 1612 w Wiatce) – święty mnich prawosławny.
Pochodził ze wsi Małoje Niemniuszki w guberni archangielskiej. Od młodości pragnął wstąpić do stanu duchownego. W tym celu opuścił w tajemnicy dom rodzinny i wstąpił do Monasteru Pyskorskiego w guberni permskiej. Prowadził niezwykle surowy tryb życia, wskutek czego ciężko zachorował. Według tradycji został uzdrowiony przez św. Mikołaja, który osobiście mu się ukazał. Po tym wydarzeniu mnich Tryfon miał otrzymać moc czynienia cudów, co stało się obiektem zazdrości ze strony współbraci. Zakonnik opuścił więc klasztor i zamieszkał nad rzeką Mulianką, po czym z własnej inicjatywy zaczął nawracać na chrześcijaństwo lud Chantów. Za swoje osiągnięcia w pracy misyjnej otrzymał od patriarchy moskiewskiego Hioba godność archimandryty. Następnie zamieszkał nad inną rzeką, Czusową, gdzie założył monaster Zaśnięcia Matki Bożej. Gdy ten zaczął działać, opuścił wspólnotę, by powołać do życia kolejną, w pobliżu dzisiejszego miasta Kirow.
Pozostawał w bliskich relacjach z rodziną Stroganowów, uzyskując od niej znaczne wsparcie finansowe dla założonych przez siebie klasztorów.
Wielokrotnie podróżował w sprawach monasteru do Moskwy i Kazania. W czasie jednej z wizyt w tym mieście spotkał się z metropolitą kazańskim Hermogenem, któremu przepowiedział objęcie w przyszłości tronu patriarchy Moskwy, a następnie tragiczną śmierć.
Zmarł w założonym przez siebie klasztorze w Wiatce 8 października 1612 i został pochowany na jego terenie.